# Solide moléculaire
Les solides moléculaires sont des solides formés de molécules. Ils peuvent être cristallins comme la glace ou amorphes (vitreux) comme certains plastiques. Le plus connu d'entre eux est la glace d'eau. Un solide moléculaire s'oppose à un solide covalent (exemple : le diamant, cristal de carbone), à un solide ionique (exemple, le sel de cuisine : chlorure de sodium), à un solide métallique (exemple, l'or massif).

## Description
Un solide moléculaire est ce qu'on obtient en solidifiant un composé moléculaire. Ce sont des solides généralement mous et fragiles, pour la plupart solubles dans les solvants organiques. Certains se dissolvent dans l'eau. C'est parmi eux qu'on trouve les solides dont les points de fusion sont les plus bas si on exclut les gaz rares - l'H2 fond à 14,025 K. Les solides moléculaires sont le plus souvent dans une forme intermédiaire entre l'état vitreux ou amorphe et l'état cristallin selon la complexité de la molécule. Pour certaines molécules, on observe des états caoutchouteux dans certaines plages de température, comme le soufre qui forme un polymère vers 160 °C. Ils se comportent comme des isolants électriques.

## Les solides moléculaires cristallins
Les solides moléculaires cristallins interviennent peu dans la vie courante à cause de la difficulté de cristalliser les molécules : si elles ne cristallisent pas à basse température, c'est qu'elles sont grosses et éventuellement complexes au point de nécessiter des circonstances particulières pour cristalliser. On a tout de même des exemples courants comme le sucre, la glace ou la neige carbonique.
L'étude de ces cristaux se fait avec les mêmes outils que l'étude des cristaux plus simples à quelques différences près :
- la complexité de l'édifice élémentaire du cristal qu'est la molécule peut se refléter dans celle du cristal ;
- les forces de cohésion qui maintiennent le cristal sont les forces d'attraction de van der Waals essentiellement mais la polarisation des molécules et les liaisons hydrogène peuvent intervenir ;
- la force des liaisons hydrogène très supérieure aux interactions de van Der Waals induit une organisation du cristal qui les favorise au maximum. Cela conduit à des situations très inhabituelles comme le fait que l'eau ait une masse volumique moins importante à l'état solide qu'à l'état liquide à 0 °C ;
- la faiblesse des liaisons entre molécules entraîne des points de fusion relativement bas par rapport à d'autres solides ;
- la complexité des édifices cristallisés fait qu'on a souvent coexistence dans ces solides de phases cristallines et de phases vitreuses.

Ces cristaux sont très intéressants pour le chimiste car ils lui permettent de retrouver la structure spatiale de la molécule par simple diffraction de rayon X. Et, fait très intéressant, cette méthode fonctionne avec des molécules aussi complexes que les protéines, la difficulté dans ces cas résidant surtout dans l'obtention de cristaux analysables..

## Les polymères
Les polymères sont en général de très grosses molécules et ils sont très difficiles à cristalliser. Ils ont donc en général des zones cristallisées au milieu d'une masse amorphe. Leur taux de cristallinité, qui mesure la proportion de solide à l'état amorphe, varie selon leur mode de fabrication ; leurs propriétés sont en relation avec ce taux (voir le cas du polyéthylène).